# Форш Ольга Дмитрівна
Форш Ольга Дмитрівна (дівоче — Комарова; 1873—1961) — російська радянська письменниця. Відома в основному як автор історичних романів, які малюють революційно-демократичну боротьбу в Росії на прикладах видатних особистостей.

## Життя і творчість
Донька генерала Д. В. Комарова. Народилася в Гунібі (нині Дагестан), де батько був начальником військового округу. Мати (азербайджанка Шахідінова, двоюрідна сестра Павла Флоренського) померла рано, батько вдруге одружився. Після його смерті в 1881 році мачуха віддала Ольгу в Ольгінську гімназію Ставрополя, а згодом у Московський Миколаївський сирітський інститут. Спочатку Ольгу приваблювала кар'єра художниці, і вона вчилася в художніх майстернях Києва, Одеси і Санкт-Петербурга, в тому числі у Павла Чистякова.
У 1895 році Ольга Комарова стає дружиною Бориса Едуардовича Форша, сина генерал-лейтенанта Е. І. Форша, який керував Корпусом військових топографів. Подружжя Форш часто мешкали в смоленському маєтку Герчиково, яким володіли сестра Бориса і її чоловік О. П. Мещерський.
Ольга Форш стала друкувати свої твори в 1907 році. Перше вдале оповідання «Був генерал» (1908) надруковано в журналі «Російська думка». У ранніх творах: «Лицар з Нюрнберга» (1908), незавершений роман «Богдан Суховський» («Діти землі», 1910) — визначився інтелектуалізм прози Форш, характерні риси її героя: незадоволеність дійсністю і духовні пошуки.
Історії революційної думки і руху в Росії присвячені романи: 
- «Одягнені каменем» (1924—1925) про долю революціонера М. С. Бейдемана;
- «Гарячий цех» (1926) про революцію 1905-07;
- «Радищев» (ч. 1 — «Якобінський заквас», 1932; ч. 2 — «Казанська поміщиця», 1935; ч. 3 — «Згубна книга», 1939),
- «Первістки свободи» (1950-53) про декабристів.

Доля творчої особистості в умовах деспотичного режиму зображена в романах «Сучасники» (1926) про Миколу Гоголя і Олександра Іванова, «Михайлівський замок» (1946) розповідає про три покоління російських зодчих (В. І. Баженов, А. Н. Вороніхін, К. І. Россі).
У художньо-мемуарних творах «Божевільний корабель» (1930) і «Ворон» («Символісти», 1933) письменниця малює життя петроградської художньої інтелігенції двох перших десятиліть XX століття, створює портрети сучасників (Максима Горького, Олександра Блока, Ф. Сологуба та ін.). Ця дилогія про модерністів — плід художньої обробки реальних подій, свідками яких була Форш. Обидві книги піддавалися нападкам з боку пролетарської критики і довгий час не перевидавалися.
З червня 1935 року Ольга Форш проживала в будинку на набережній каналу Грибоєдова, 9. Померла 17 липня 1961 року в Тярльово під Павловськом, похована на Казанському кладовищі Пушкіна.